# Borek (Stradomka)
Borek (302 m n.p.m.) – wzgórze w miejscowości Stradomka w województwie małopolskim, w powiecie bocheńskim, w gminie Bochnia. Znajduje się na obszarze Pogórza Wiśnickiego. Wzgórze wznosi się nad polami uprawnymi po wschodniej stronie skrzyżowania drogi z Chrostowej do Bochni z drogą do wsi Wieniec. Jego względna wysokość nad tym skrzyżowaniem wynosi 90 m. Jego płaska wierzchowina jest pokryta polami uprawnymi, zbocza porasta las.

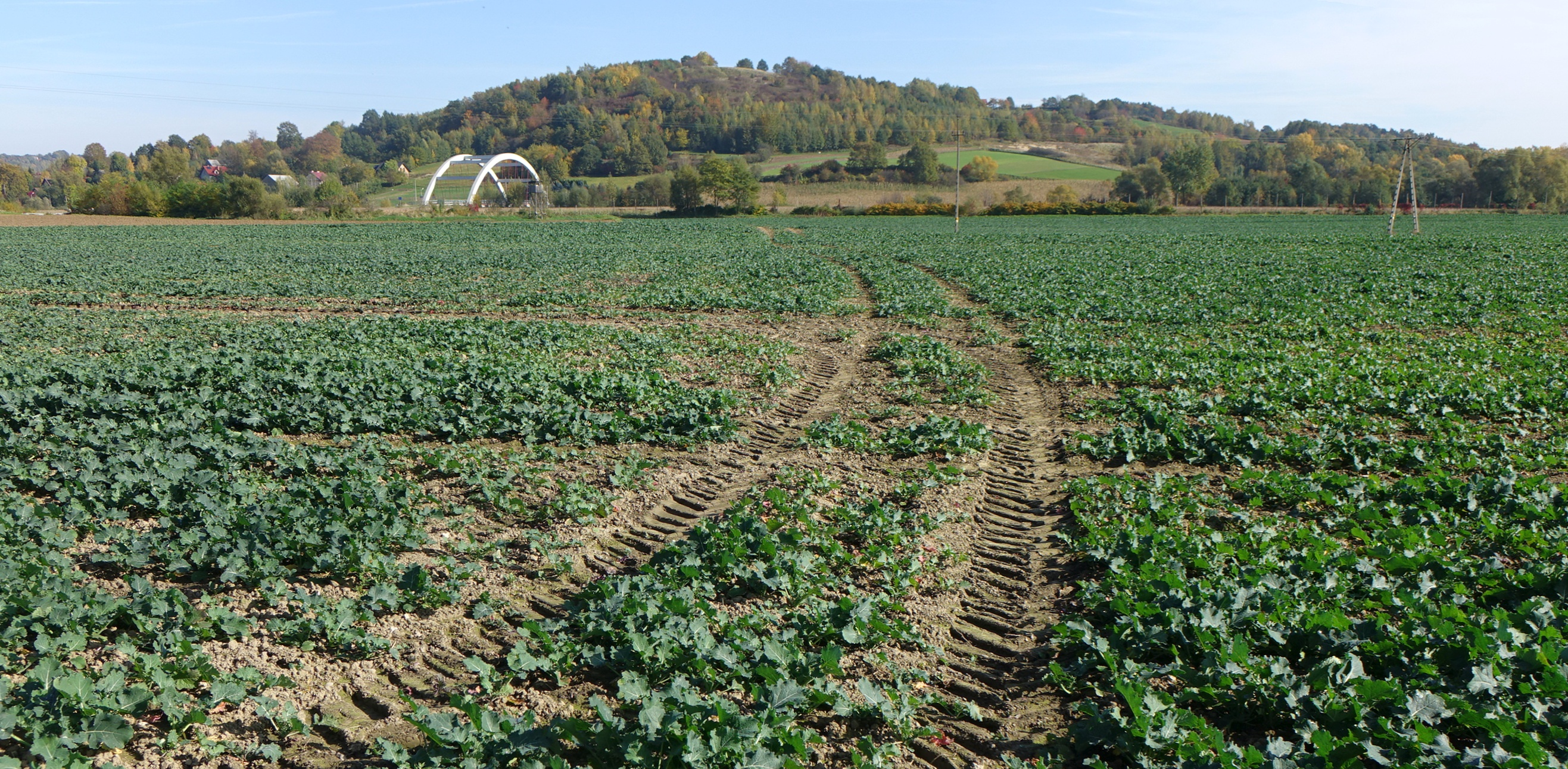
Widok od zachodu